# Matt Done
Matthew Done, né le 22 juillet 1988 à Oswestry, une ville anglaise frontalière avec le pays de Galles, est un footballeur anglais. Il joue au poste d'ailier.

## Carrière
Matt Done commence sa carrière dans le club professionnel gallois du Wrexham FC. Connaissant des difficultés financières, le club est contraint de miser sur ses jeunes joueurs et cette situation permet à Done de connaître ses premières titularisations. Après plus de trois saisons dans le club, il signe à Hereford United en juin 2008.
Titulaire pendant les deux ans qu'il passe dans le club, il est transféré au Rochdale AFC en décembre 2010 où il signe un contrat de six mois. En mai 2011, il signe un contrat d'une année supplémentaire, mais ne va pas au bout de celui-ci puisque, quelques semaines plus tard, il s'engage avec Barnsley, club de Championship (deuxième division).
Le 8 juillet 2013 il rejoint le Rochdale Association Football Club.
Le 2 février 2015 il rejoint Sheffield United.

## Statistiques détaillées
| Saison                | Club                  | Championnat           | Championnat | Championnat | Coupe(s) nationale(s) | Coupe(s) nationale(s) | Total | Total |
| Saison                | Club                  | Division              | M.          | B.          | M.                    | B.                    | M.    | B.    |
| 2005-2006             | Wrexham               | League Two (D4)       | 6           | 0           | 1                     | 0                     | 7     | 0     |
| 2006-2007             | Wrexham               | League Two (D4)       | 34          | 1           | 4                     | 1                     | 38    | 2     |
| 2007-2008             | Wrexham               | League Two (D4)       | 24          | 0           | 2                     | 0                     | 26    | 0     |
| Sous-total            | Sous-total            | Sous-total            | 64          | 1           | 7                     | 1                     | 71    | 2     |
| 2008-2009             | Hereford United       | League One (D3)       | 36          | 0           | 3                     | 1                     | 39    | 1     |
| 2009-2010             | Hereford United       | League Two (D4)       | 20          | 0           | 5                     | 0                     | 25    | 0     |
| Sous-total            | Sous-total            | Sous-total            | 56          | 0           | 8                     | 1                     | 64    | 1     |
| 2010-2011             | Rochdale              | League One (D3)       | 33          | 5           | 3                     | 1                     | 36    | 6     |
| Sous-total            | Sous-total            | Sous-total            | 33          | 5           | 3                     | 1                     | 36    | 6     |
| 2011-2012             | Barnsley              | Championship (D2)     | 31          | 4           | 2                     | 0                     | 33    | 4     |
| 2012-2013             | Barnsley              | Championship (D2)     | 9           | 0           | 1                     | 0                     | 10    | 0     |
| Sous-total            | Sous-total            | Sous-total            | 40          | 4           | 3                     | 0                     | 43    | 4     |
| Total sur la carrière | Total sur la carrière | Total sur la carrière | 193         | 10          | 21                    | 3                     | 214   | 13    |

## Palmarès

### En club
- Sheffield United
  - Champion d'Angleterre de troisième division en 2017